# 대한민국 보건부
보건부(保健部)는 의무·약무·방역·위생·기타 보건에 관한 사무를 관장하는 대한민국의 옛 중앙행정기관이다. 1949년 7월 25일 발족하였으며 1955년 2월 16일 사회부와 통합하여 보건사회부로 개편되면서 폐지되었다.

## 설치 근거 및 소관 업무
- 정부조직법 [법률 제22호, 1949.03.25 일부개정] 제14조 및 제23조의2[1]
- 보건부직제 [대통령령 제150호, 1949.07.25 제정] 제1조[2]

## 연혁
- 1949년 7월 25일 - 보건부를 신설.
- 1955년 2월 16일 - 사회부와 통합하여 보건사회부를 신설.

## 조직
| - 경리과 ( 1950.04 ~ 1955.02 ) - 방역국 ( 1949.07 ~ 1955.02 ) - 비서실 ( 1949.07 ~ 1950.03 ) - 신생결핵요양소 ( 1951.10 ~ 1955.02 ) | - 약정국 ( 1949.07 ~ 1955.02 ) - 의정국 ( 1949.07 ~ 1955.02 ) - 중앙결핵요양소 ( 1949.07 ~ 1951.10 ) - 중앙보건소 ( 1949.07 ~ 1955.02 ) | - 중앙생약시험장 ( 1954.01 ~ 1955.02 ) - 중앙화학연구소 ( 1949.11 ~ 1955.02 ) - 총무과 ( 1950.04 ~ 1955.02 ) |

## 역대 장·차관

### 보건부 장관
| 정부        | 대수 | 이름           | 임기                              | 출신지    | 출신학교      | 비고                    |
| ----------- | ---- | -------------- | --------------------------------- | --------- | ------------- | ----------------------- |
| 제 1 공화국 | 초대 | 구영숙(具永淑) | 1949년 6월 4일 ~ 1950년 11월 26일 | 황해 황주 | 미국 에모리대 | 대한적십자사 총재       |
| 제 1 공화국 | 2대  | 오한영(吳漢泳) | 1950년 11월 26일 ~ 1952년 2월 5일 | 충남 공주 | 연세대        |                         |
| 제 1 공화국 | 3대  | 최재유(崔在裕) | 1952년 2월 5일 ~ 1955년 2월 16일  | 충남 아산 | 연세대        | 보건부 차관&문교부 장관 |

### 보건부 차관
| 정부        | 대수 | 이름           | 임기                              | 출신지                   | 출신학교    | 비고                                                 |
| ----------- | ---- | -------------- | --------------------------------- | ------------------------ | ----------- | ---------------------------------------------------- |
| 제 1 공화국 | 초대 | 이갑수(李甲洙) | 1949년 6월 11일 ~ 1950년 2월 17일 | 한양 (현 서울)           | 일본 교토대 |                                                      |
| 제 1 공화국 | 2대  | 임문환(任文桓) | 1950년 12월 27일 ~ 1951년 5월 7일 | 전북 금산 (현 충남 금산) | 일본 도쿄대 | 상공부 차관&농림부 장관&한국무역협회장&삼양관광 사장 |
| 제 1 공화국 | 3대  | 최재유(崔在裕) | 1951년 6월 25일 ~ 1952년 2월 6일  | 충남 아산                | 연세대      | 보건부 장관&문교부 장관                              |
| 제 1 공화국 | 4대  | 정준모(鄭準謨) | 1952년 2월 7일 ~ 1954년 2월 17일  | 전북 전주                | 일본 교토대 | 보건사회부 장관&제3·4대 국회의원                     |
| 제 1 공화국 | 5대  | 정진욱(鄭鎭旭) | 1954년 3월 15일 ~ 1955년 2월 17일 | 충남 예산                | 연세대      | 이화여대 교수                                        |